# Discomorpha santaremi
Discomorpha santaremi is een keversoort uit de familie bladkevers (Chrysomelidae). De wetenschappelijke naam van de soort werd in 1996 gepubliceerd door Borowiec & Dabrowska.